# マニュエル・イダルゴ
マニュエル・イダルゴ（Manuel Hidalgo、1956年2月4日 - ）は、スペイン・マラガ県アンテケーラ生まれの現代音楽の作曲家。

## 略歴
グラナダ大聖堂オルガニストを務めたフアン・アルフォンソ・ガルシアのもとで音楽理論と作曲を学び、1976年からはスイスのチューリッヒ芸術大学ハンス・ウルリッヒ・レーマンに師事した。1979年から1984年までは、当初はハノーファーで、後にはシュトゥットガルトで、ヘルムート・ラッヘンマンに師事した。
二度のガウデアムス賞ノミネート、ドナウエッシンゲン音楽祭での二度の世界初演を経験し、プロムジカノヴァブレーメンの後期に作品が委嘱された人物でもある。ドイツ語圏での活躍が多く、現在もシュトゥットガルトに住む。日本ではピアノ曲「Der religioese Algorithmus Les Pièces II」が秋吉台国際20世紀音楽セミナー&フェスティバルで日本初演されている。
近年Kairosからソロアルバムがリリースされた。作品はブライトコップフ・ウント・ヘルテル社から全作品が発売されている。現在は自作品のみならず、ベートーヴェンの《バガテル》作品126をはじめとする諸作品や、バッハの作品などの編曲活動でも知られている。テオドーロ・アンツェロッティとは交遊も多く、ベートーヴェンの編曲作品は彼のために書かれている。

## 主要作品
- 1982 : Harto, pour orchestre
- 1990 : Einfache musik, pour orchestre à cordes
- 1990 : Vomitorio, musique de scène pour chœur, vents et orchestre
- 1991 : Fisca, pour orchestre
- 1993 : Eine Lesung, pour ensemble de chambre (soprano, hautbois, basson, violons, alto et violoncelle)
- 1998 : Dali, der große masturbator, musique de scène sur un texte de M. Hidalgo et M. Kaiser
- 2001 : Bacon, tragi-comédie en sept actes sur un texte de G. Adams
- 2001 : Des kaisers neues kleid : musique de scène pour enfants et adultes d'après le conte d'Hans Christian Andersen